# نیکی ترپسترا
نیکی ترپسترا (هلندی: Niki Terpstra؛ زادهٔ ۱۸ مهٔ ۱۹۸۴) دوچرخه‌سوار اهل هلند است.
از باشگاه‌هایی که در آن رکاب زده‌است می‌توان به تیم کوئیک‌استپ فلورز، تیم میلرام، و تیم دوچرخه‌سواری کوگا اشاره کرد.
وی در مسابقات کشوری و بین‌المللی در مجموع برندهٔ ۳ مدال طلا، ۲ مدال نقره، ۱ مدال برنز شده‌است.